# Bupleurum kabulicum
Bupleurum kabulicum är en flockblommig växtart som beskrevs av Karl Heinz Rechinger. Bupleurum kabulicum ingår i släktet harörter, och familjen flockblommiga växter. Inga underarter finns listade i Catalogue of Life.